# أغسطس كلارك
أغسطس كلارك (31 يوليو 1862 في المملكة المتحدة - 7 مايو 1928 في المملكة المتحدة) (بالإنجليزية: Augustus Clark)‏ هو لاعب كريكت بريطاني وبريطاني (وحمل سابقاً جنسية المملكة المتحدة لبريطانيا العظمى وأيرلندا). لعب مع نادي مقاطعة ساسكس للكركيت ‏.

## وصلات خارجية
- أغسطس كلارك على موقع إي آس بي آن كريك إنفو (الإنجليزية)